# Royal Aero Club
O Royal Aero Club (RAeC) é a instituição nacional que coordena as atividades para esportes aéreos no Reino Unido. Ele foi fundado como Aero Club of Great Britain, recebendo o título de "Royal Aero Club", em 1910. 

## Histórico
O Aero Club foi fundado em 1901, por Frank Hedges Butler, sua filha Vera e Charles Rolls (um dos fundadores da Rolls-Royce), em parte inspirado no "Aéro-Club de France", passando a se intitular "Royal Aero Club" em 1910. Inicialmente, ele estava mais preocupado com o balonismo, mas depois das demonstrações de voos de "mais pesados que o ar" feitas pelos irmãos Wright na França em 1908, ele abraçou o avião. A constituição original do clube declarava que era dedicado ao "incentivo ao automobilismo e ao balonismo como esporte". Conforme fundado, era principalmente um clube de cavalheiros de Londres, mas gradualmente passou a ter uma função mais reguladora. Tinha um clube localizado no 119 Piccadilly, que manteve até 1961.
O clube recebeu seu prefixo real em 15 de fevereiro de 1910, passando a se chamar Royal Aero Club. A partir de 1910, o clube emitiu Certificados de Aviador, que foram reconhecidos internacionalmente pela "Fédération Aéronautique Internationale" (FAI), da qual o clube era o representante do Reino Unido. O clube é o órgão regulador no Reino Unido para esportes aéreos, bem como para recordes e competições.

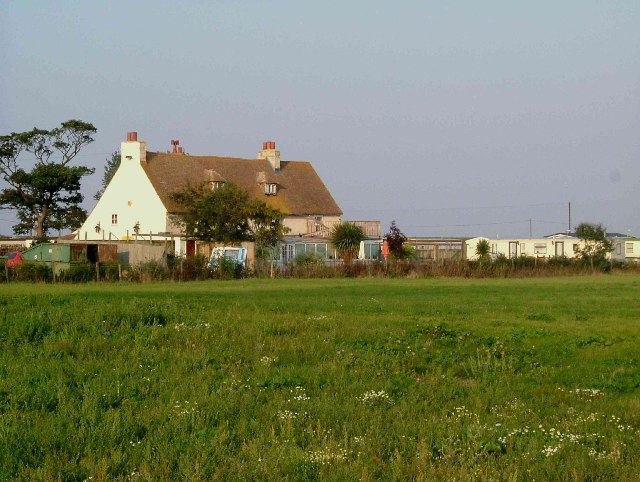
A sede original do Royal Aero Club
a casa de fazenda Mussell Manor.

O clube estabeleceu seu primeiro campo de vôo em um trecho de pântano em Shellbeach perto de Leysdown na Ilha de Sheppey no início de 1909. Uma casa de fazenda próxima, Mussell Manor (agora chamada de Muswell Manor) tornou-se o clube de solo voador, e os membros do clube podiam construir o seu próprio galpões para acomodar suas aeronaves. Entre os primeiros ocupantes do terreno estavam os Short Brothers. Dois dos irmãos, Eustace e Oswald, já haviam feito balões para membros do Aeroclube e foram nomeados engenheiros oficiais do Aeroclube. Eles também alistaram seu irmão mais velho, Horace, quando decidiram começar a construir aeronaves mais pesadas que o ar. Eles adquiriram uma licença para construir cópias da aeronave Wright e montaram a primeira linha de produção de aeronaves do mundo em Leysdown.
Em 1º de maio de 1909, John Moore-Brabazon (mais tarde Lord Brabazon de Tara) fez um vôo de 500 jardas em seu Voisin em Shellbeach. Este é oficialmente reconhecido como o primeiro vôo de um piloto britânico na Grã-Bretanha.
Na mesma semana, os irmãos Wright visitaram o Aeroclube em Shellbeach. Depois de inspecionar a fábrica dos Short Brothers, uma fotografia foi tirada do lado de fora da Mussell Manor dos Wright Brothers com todos os primeiros pioneiros da aviação britânica para comemorar sua visita à Grã-Bretanha.
Em outubro de 1909, o clube reconheceu a "Blackpool Aviation Week", tornando-se o primeiro show aéreo oficial da Grã-Bretanha. Em 30 de outubro, Moore-Brabazon também foi o primeiro a cobrir uma milha (circuito fechado) em um avião britânico, voando no Short Biplane No. 2, ganhando assim um prêmio de £ 1,000 oferecido pelo jornal Daily Mail. Em 4 de novembro de 1909, ele decidiu pegar um leitão, a que deu o nome de "Icarus the Second", como passageiro, desmentindo assim o ditado de que "os porcos não podem voar".
Mudou-se no ano seguinte para a vizinha Eastchurch, onde a "Royal Navy" havia estabelecido uma escola de aviação.
Até 1911, as Forças Armadas Britânicas não tinham instalações de treinamento de pilotos. Como resultado, a maioria dos primeiros pilotos militares foi treinada por membros do clube e muitos se tornaram membros. Ao final da Primeira Guerra Mundial, mais de 6.300 pilotos militares haviam obtido os Certificados de Aviador do RAeC.
Após a perda de seu clube em Piccadilly em 1961, o clube foi hospedado no Lansdowne Club no 9 Fitzmaurice Place até 1968. Em seguida, mudou-se por um curto período para o moderno edifício do Junior Carlton Club no 94 Pall Mall. Em junho de 1973, o clube se fundiu com o United Service Club e mudou-se para suas instalações no 116 Pall Mall. Todas as suas atividades relacionadas com a aviação foram então transferidas para o Aviation Council (United Service e Royal Aero Club) Ltd, constituído em 15 de fevereiro de 1973. Em junho de 1975, o United Service e Royal Aero Club fundiram-se com o Naval and Military Club e em 1 de agosto Em 1975, o Royal Aero Club do Reino Unido foi oficialmente lançado e dotado de todos os seus prêmios, biblioteca e memorabilia e tomou o lugar do Conselho de Aviação. Em 1977, o clube deixou de ser um clube de membros, mas continuou a exercer a função anteriormente desempenhada pelo seu Conselho de Aviação, com o Secretariado baseado nas instalações de Leicester da "British Gliding Association".
Hoje, o Royal Aero Club continua a ser o órgão regulador e coordenador nacional dos esportes aéreos e da aviação recreativa. Os órgãos dirigentes das várias formas de aviação esportiva são todos membros do Royal Aero Club, que é o órgão dirigente do Reino Unido para fins esportivos internacionais. O Royal Aero Club também atua para apoiar e proteger os direitos dos pilotos recreativos no contexto da regulamentação nacional e internacional.

## Primeiros certificados de aviadores
As seguintes foram as primeiras dez pessoas a obterem seus certificados de aviador do Royal Aero Club:
- J. T. C. Moore-Brabazon – 8 de março de 1910
- Honorável C. S. Rolls – 8 de março de 1910
- Alfred Rawlinson – 5 de abril de 1910
- Cecil Stanley Grace – 12 de abril de 1910
- George Bertram Cockburn – 26 de abril de 1910
- Claude Grahame-White – 26 de abril de 1910
- A. Ogilvie – 24 de maio de 1910
- A. M. Singer – 31 de maio de 1910
- L. D. L. Gibbs – 7 de junho de 1910
- S. F. Cody – 14 de junho de 1910: fez o primeiro vôo de avião na Grã-Bretanha

As primeiras mulheres a receberem seus certificados de aviador do Royal Aero Club foram Hilda Hewlett em 29 de agosto de 1911 (certificado nº122), seguida por Cheridah de Beauvoir Stocks (certificado nº 153) em 7 de novembro de 1911.

## Corridas aéreas e prêmios

### Corridas aéreas
Uma série de corridas aéreas foram organizadas pelo clube:
- The Kings Cup
- SBAC Cup
- The Kemsley Trophy
- The Norton-Griffths Cup
- The Grosvenor Cup
- The Siddeley Trophy
- The Air League Cup

### Britannia Trophy
O "Britannia Trophy" é concedido pelo Royal Aero Club para aviadores que realizaram o desempenho mais meritório na aviação durante o ano anterior.